# Nepenthes clipeata
Nepenthes clipeata Danser, 1928 è una pianta carnivora della famiglia Nepenthaceae, endemica del Monte Kelam, nel Borneo, dove cresce a 600–800 m.

## Conservazione
La Lista rossa IUCN classifica Nepenthes clipeata come specie in pericolo critico di estinzione (Critically Endangered).